# مؤسسة بحرية
مؤسسة بحرية (بالأردية: موئسسہِ بحریہ) هي تكتل مجموعة شركات باكستانية مقرها في كراتشي ، باكستان.  تدير مؤسسة البحرية الباكستانية وقد تم تأسيسها من أجل رفاهية موظفيها في عام 1982.  
ويترأسها حاليًا نائب الأدميرال (ر) شاه سهيل مسعود. 

## الشركات التابعة
تمتلك المؤسسة الأصول التالية:
- مدارس وكليات مؤسسة بحرية
- هيئة الأعمال البحرية البحرية
- مركز الشحن البحري في باكستان المحدودة[5]
- بحريا لأنظمة وتقنيات المؤسسات[6]
- شركة البحرية للجرف المحدودة[7]
- جمعية تصنيف البحرية[8]
- الخدمات الفنية والدعم البحري[9]
- البحرية للخدمات البحرية المحدودة[10]
- منظمة الأشغال البحرية[11]
- وكالة البحرية للتوظيف[12]
- البحرية للأنظمة والخدمات الأمنية[13]
- رحلات بحرية[14]
- صيدلية بحرية[15]
- نظام التعليم والتدريب البحرية[16]
- مدارس وكليات البحرين
- منظمة الأعمال البحرية البحرية
- وكالة الفلاح التجارية[17]
- محطة وقود البحرية[18]
- مصفاة سينو باك (مخطط لها)
- مشروع محطة الغاز الطبيعي المسال لمؤسسة البحرية (مخطط له)[19]

## أنظر أيضا
- مؤسسة شاهين
- مؤسسة فوجي